# 羅健中
羅健中，JP（？—），香港建築師，歐華爾顧問有限公司創辦總監、「城市日記」創辦人、「非常香港」聯合創辦人、INTEGER智能及環保有限公司總監。現任古物諮詢委員會成員、香港家庭福利會人事及財務委員會成員、西九文化區發展委員會增選成員。曾任「好行」倡議召集人、香港家庭福利會執行委員會主席、能源諮詢委員會成員。

## 簡歷
羅健中曾就讀英國斯托尼赫斯特學院及倫敦大學學院，1992年與帕特里克·布鲁斯共同創立歐華爾顧問有限公司，2003年起出任INTEGER中國董事。2017年加入古物咨詢委員會。目前已婚，育有兩名子女。
羅健中曾獲英國皇家學院大獎、香港藝術家年獎之建築師年獎，曾當選香港十大傑出青年。2013年成爲美國建築師學會榮譽會員，獲選為香港建築師學會資深會員。